# 작은벌거숭이등과일박쥐
작은벌거숭이등과일박쥐(Dobsonia minor)는 큰박쥐과에 속하는 박쥐의 일종이다. 인도네시아와 파푸아뉴기니에서 발견된다.